# Marco Horacio
Marco Horacio  fue un político y militar romano del siglo IV a. C. perteneciente a la gens Horacia. Alcanzó el tribunado consular en el año 378 a. C. durante el que combatió a los volscos en Antium.